# Murfreesboro (Tennessee)
Murfreesboro is een plaats (city) in de Amerikaanse staat Tennessee, en valt bestuurlijk gezien onder Rutherford County. In 1862 vonden er de Eerste Slag bij Murfreesboro en de Slag bij Stones River plaats. Later in 1864 volgde de Derde Slag bij Murfreesboro.

## Demografie
Bij de volkstelling in 2000 werd het aantal inwoners vastgesteld op 68.816.
In 2006 is het aantal inwoners door het United States Census Bureau geschat op 92.559, een stijging van 23743 (34.5%).

## Geografie
Volgens het United States Census Bureau beslaat de plaats een oppervlakte van
101,5 km², waarvan 101,0 km² land en 0,5 km² water. Murfreesboro ligt op ongeveer 192 m boven zeeniveau.

## Plaatsen in de nabije omgeving
De onderstaande figuur toont nabijgelegen plaatsen in een straal van 28 km rond Murfreesboro.

## Geboren
- Sarah Polk (1803-1891), first lady
- James M. Buchanan (1919-2013), econoom en Nobelprijswinnaar (1986)
- Margaret Seddon (1947), astronaute
- Barry Wilmore (1962), astronaut
- Darius Thompson (1995), basketballer